# 坂井直政
坂井 直政（さかい なおまさ、生没年不詳）は、安土桃山時代から江戸時代前期にかけての戦国武将。丹羽家宿老衆・結城家臣、通称は与右衛門。諱は直勝とも。

## 生涯
越前国出身と伝わる。
はじめ、斎藤龍興に仕える。その後、京都に退転し和田惟政、足利義輝、足利義昭に仕えた後、丹羽長秀に登用された。永禄12年（1569年）の本圀寺の変（六条合戦）では摂津高槻から京へ急行し、「六条表の花槍」と讃えられるほどの活躍で敵を撃退した。
丹羽家出仕後は長秀、長重と二代に渡って重臣として支える。
天正11年（1583年）の賤ヶ岳の戦いでは、賤ヶ嶽砦に寡兵で援軍に行こうとする長秀を江口正吉らと共に諫めている。
慶長5年（1600年）の関ヶ原の戦いで丹羽家は西軍に与し、東軍の前田利長と北陸で対立する。浅井畷の戦いでは坂井は北浅井、江口は南浅井という地点でそれぞれ待ち伏せるが、前田軍が南浅井を通ったため坂井の部隊は戦闘に至らなかった。
戦後、丹羽家が改易されると結城秀康に仕えた。ただしこのとき仕えた主人には諸説あり、他に藤堂家、前田家、奥平家とも言われる。
子の坂井直義は藤堂高虎に仕え、大坂の陣で「藤堂家の四本槍」と呼ばれるほどの戦功を挙げた。